# Marcel Schmelzer
Pour les articles homonymes, voir Schmelzer.
Marcel Schmelzer, né le 22 janvier 1988 à Magdebourg en Allemagne est un ancien footballeur allemand qui a évolué au poste d'arrière latéral gauche.

## Biographie

### Borussia Dortmund

Marcel Schmelzer sous les couleurs du Borussia Dortmund.

Formé au Borussia Dortmund, Marcel Schmelzer fait ses débuts avec l'équipe réserve en Regionalliga Nord en 2007. Un an plus tard, il fait ses débuts professionnels en Bundesliga à 20 ans, remplaçant le brésilien Dedê, habituel titulaire sur le flanc gauche de la défense. Il ne dispute que 12 matchs lors de sa première saison professionnelle mais lors de la saison suivante, en 2009/2010, il s'impose définitivement au poste d'arrière gauche, rapidement apprécié pour son abattage sur le terrain.
Il explose véritablement au cours de la saison 2010-2011, où il s'impose comme l'un des meilleurs à son poste en Bundesliga, et remporte avec son club du Borussia Dortmund le championnat allemand. La saison suivante, il remporte une deuxième fois d'affilée le championnat allemand ainsi que la Coupe d'Allemagne. Retenu par Joachim Löw dans l'équipe d'Allemagne appelée à disputer l'Euro 2012, il ne dispute cependant aucun match du tournoi qui s'achève par une défaite en demi-finale contre l'Italie, 2-1.  
En 2012-2013, le Borussia Dortmund ne peut rivaliser face au Bayern Munich en championnat et doit aussi s'incliner 2-1 contre ce même adversaire en finale d'une Ligue des champions de l'UEFA inédite opposant deux clubs allemands. 
Lors de la saison 2013-2014, Schmelzer est victime de nombreuses blessures qui lui font manquer de nombreux matchs.
Touché au genou, Schmelzer est absent des terrains depuis juin 2020 et manque toute la saison 2020-2021, ne jouant aucun match. Alors qu'il se retrouve en fin de contrat après une année blanche, Schmelzer prolonge d'une saison avec son club en juillet 2021, bien qu'il soit toujours en rééducation.

### En sélection
Marcel Schmelzer joue son premier match avec l'équipe d'Allemagne espoirs le 31 mars 2009 contre la Biélorussie. Il est titularisé et les deux équipes se neutralisent ce jour-là (1-1 score final). Avec cette sélection il remporte en 2009 le Champion d'Europe espoirs. 
Le 17 novembre 2010, Marcel Schmelzer honore sa première sélection avec l'équipe nationale d'Allemagne lors d'un match amical contre la Suède. Il est titularisé et les deux équipes se neutralisent (0-0 score final).
Schmelzer est retenu dans la liste des 23 joueurs allemands sélectionnés pour participer à l'Euro 2012. Il ne joue toutefois aucun match lors de ce tournoi, le titulaire au poste d'arrière gauche étant le capitaine Philipp Lahm, qui joue toutes les minutes de son équipe. Les Allemands se hissent jusqu'en demi-finale, battus par l'Italie (1-2 score final).
Souvent blessé, il ne parvient pas à retrouver la forme lors du stage de préparation pour la Coupe du monde 2014, il est écarté de l'équipe d'Allemagne qui remportera quelques semaines plus tard le trophée mondial.

## Carrière

### Statistiques
| Saison                | Club                  | Championnat           | Championnat | Championnat | Coupe(s) nationale(s) | Coupe(s) nationale(s) | Supercoupe | Supercoupe | Compétition(s) continentale(s) | Compétition(s) continentale(s) | Compétition(s) continentale(s) | Total | Total |
| Saison                | Club                  | Division              | M.          | B.          | M.                    | B.                    | M.         | B.         | Comp.                          | M.                             | B.                             | M.    | B.    |
| 2008-2009             | Borussia Dortmund     | Bundesliga            | 12          | 0           | 3                     | 0                     | -          | -          | C3                             | 1                              | 0                              | 16    | 0     |
| 2009-2010             | Borussia Dortmund     | Bundesliga            | 28          | 0           | 2                     | 0                     | -          | -          | -                              | -                              | -                              | 30    | 0     |
| 2010-2011             | Borussia Dortmund     | Bundesliga            | 34          | 0           | 2                     | 0                     | -          | -          | C3                             | 7                              | 0                              | 43    | 0     |
| 2011-2012             | Borussia Dortmund     | Bundesliga            | 28          | 1           | 4                     | 0                     | -          | -          | C1                             | 5                              | 0                              | 37    | 1     |
| 2012-2013             | Borussia Dortmund     | Bundesliga            | 29          | 0           | 3                     | 1                     | 1          | 0          | C1                             | 13                             | 1                              | 46    | 2     |
| 2013-2014             | Borussia Dortmund     | Bundesliga            | 19          | 1           | 3                     | 0                     | 1          | 0          | C1                             | 5                              | 0                              | 28    | 1     |
| 2014-2015             | Borussia Dortmund     | Bundesliga            | 22          | 0           | 4                     | 0                     | -          | -          | C1                             | 6                              | 0                              | 32    | 0     |
| 2015-2016             | Borussia Dortmund     | Bundesliga            | 26          | 0           | 6                     | 0                     | 1          | 0          | C3                             | 15                             | 0                              | 48    | 0     |
| 2016-2017             | Borussia Dortmund     | Bundesliga            | 26          | 0           | 5                     | 1                     | 1          | 0          | C1                             | 7                              | 0                              | 39    | 1     |
| 2017-2018             | Borussia Dortmund     | Bundesliga            | 18          | 0           | 2                     | 0                     | -          | -          | C1+C3                          | 4+3                            | 0+1                            | 27    | 1     |
| 2018-2019             | Borussia Dortmund     | Bundesliga            | 9           | 0           | 1                     | 0                     | -          | -          | C1                             | 3                              | 0                              | 13    | 0     |
| 2019-2020             | Borussia Dortmund     | Bundesliga            | 5           | 1           | 1                     | 0                     | -          | -          | C1                             | 3                              | 0                              | 9     | 1     |
| Total sur la carrière | Total sur la carrière | Total sur la carrière | 256         | 3           | 36                    | 2                     | 4          | 0          | -                              | 70                             | 2                              | 366   | 7     |

## Palmarès

### En club
Borussia Dortmund (8 Titres) :
- Champion d'Allemagne (2) : 2011 et 2012
- Vainqueur de la Coupe d'Allemagne (3) :  2012, 2017 et 2021
- Vainqueur de la Supercoupe d'Allemagne (3) :  2013, 2014 et 2019
- Finaliste de la Ligue des champions de l'UEFA 2013.
- Finaliste de la Coupe d'Allemagne de football 2008, 2014, 2015 et 2016.

### En sélection
- Vainqueur de l'Euro espoirs en 2009.